# محمود بن ملكشاه
ناصر الدنيا والدين محمود بن ملكشاه بن ألب أرسلان هو سلطان سلجوقي حكم من عام 1092 إلى 1094 م بعد أن خلف والده جلال الدولة ملك شاه. وكان طفلاً، فقامت بتدبير المملكة أم محمود تركان خاتون، إلا أنه لم يحكم على كل ما سيطر عليه أبوه وألب أرسلان من أراضي وبلدان في الأناضول أو بلاد الروم وسيطر قلج شاه الأول على مقاليد الحكم بينما تولى حكم بلاد سوريا عمه تتش بن ألب أرسلان.
وكان انقسام المسلمين بشكل عام والسلاجقة بشكل خاص أثر في نجاح طلائع الحملات الصليبية التي بدأت عام 1096 م.

## سيرته
بعد حصول تاج‌ المُلك على دعم تركان خاتون، بنى قبرًا للشيخ أبو إسحاق الشيرازي، ومدرسة في بغداد (المعروفة باسم مدرسة التاجية) من أجل الحصول على بعض الدعم من الجماهير. بدأ ببطء وحذر معارضته لنظام الملك، بمساعدة بعض الحاشية الآخرين، كان هدفه هو خلع نظام الملك، وعلى الرغم من أن نظام الملك لم يأخذهم على محمل الجد، ولم يكن السلطان نفسه قادرًا على عزل نظام الملك. حصل أخيرًا على فُرصة لزيادة الخلافات بين نظام الملك والسلطان، وعلى الرغم من اتفاق كل من نظام الملك والسلطان على باركياروق السلطان المستقبلي، إلا أن تاج الملك دعم محمود طفل تركان خاتون.
كانت أمه قد عقدت له الملك، وأنفقت بسببه الأموال، فقاتله بركياروق فكسره، ولزم بلده أصبهان، فمات بها في هذه السنة، وحمل إلى بغداد فدفن بها بالتربة النظامية،  وهو ابن سبع سنين، وملك أخوه بركياروق بن ملكشاه.
كان من أحسن الناس وجهاً وأظرفهم شكلاً، توفي في شوال منها، وماتت أمه الخاتون تاركان شاه في رمضان، فانحل نظامه، وكانت قد جمعت عليه العساكر، وأسندت أزمة أمور المملكة إليه، وملكت عشرة آلاف مملوك تركي، وأنفقت في ذلك قريباً من ثلاثة آلاف ألف دينار، فانحل النظام ولم تحصل على طائل، والله سبحانه أعلم.